# Marie Bracquemond
Marie Bracquemond (født Quivoron-Pasquiou 1. december 1840 i Argentan ; død 17. januar 1916 i Sèvres) var fransk maler og tilhørte kredsen af impressionister. Hun var gift med den franske kunstner Félix Bracquemond.
| - Værker af Marie Bracquemond - På terrassen ved Sèvres, 1880. - Kvinde med paraply, 1880. - Eftermiddagste, 1880 - Tre kvinder med paraplyer, 1880 - Under lampen, 1887 - Kunstnerens søn og søster i haven ved Sèvres. 1890 - Selvportræt ved staffeli ('présumé', formodet) |